# Rebelové
Rebelové é um filme musical checo de 2001.

## Sinopse
A história, ambientada em 1968, o ano da Primavera de Praga e da invasão soviética, apresenta uma fuga planejada para o Ocidente e a prisão de um de seus personagens principais por deserção do exército. O casal principal, Tereza e Šimon, luta para desfrutar o espírito livre da época, apesar das circunstâncias políticas turbulentas.

## Produção
O musical, escrito por Filip Renč e Zdeněk Zelenka, foi produzido pela primeira vez como filme em 2001. O elenco incluiu Zuzana Norisová (como Tereza), Jan Révai (como Šimon) e Tomáš Hanák (como pai de Tereza).
- Tereza .... Zuzana Norisová
- Šimon .... Jan Révai
- Julča .... Anna Veselá
- Bugyna .... Alžbeta Stanková
- Pai de Tereza .... Tomáš Hanák
- Olda .... Martin Kubačák
- Eman .... Ľuboš Kostelný
- Bob .... Jaromír Nosek
- Sacerdote .... František Němec
- Alžběta .... Soňa Norisová
- Tuřín .... Ondřej Šípek
- Drmola .... Petr Burian
- Douša, Guarda do Trem .... Stanislav Štepka
- Professora Drtinová .... Helga Čočková
- Marido de Alžběta .... Josef Carda
- Maior .... Bronislav Poloczek
- Professor .... Jiřina Bohdalová
- Cantor .... Marcel Švidrman
- Cantora .... Kateřina Mátlová
- Dono do Campo de Tiro .... Radana Herrmanová
- Lojista de Calçados .... Jan Bursa
- Diretor .... Oto Ševčík
- 1º Oficial do SNB (Segurança Nacional Estadual) .... Jindřich Hrdý
- 2º Oficial do SNB .... Vít Pešina
- Guarda de Fronteira .... Jan Svěrák
- Criança .... Oskar Helcl
- Criança .... Valerie Šámalová
- Editor de TV .... Libuše Štědrá
- Soldado Soviético .... Miroslav Bučkovský
- Trombonista .... Ladislav Beran

## Versão teatral
Norisová, em alternância com Zdenka Trvalcová e Zuzana Vejvodová, também apareceu em uma versão para o teatro, que estreou no Teatro da Broadway de Praga em setembro de 2003. O papel de Šimon foi alternado por Zbyněk Fric, Martin Písařík e Ján Slezák.

## Trilha sonora
A trilha sonora foi lançada pela Supraphon. É o álbum de trilha sonora mais vendido de todos os tempos na Chéquia, bem como o segundo álbum mais vendido na Chéquia entre 1994 e 2006. O álbum também é o álbum mais vendido na Chéquia em 2001, com 120.000 cópias vendidas.
- Měsíc
- Gina
- Pátá (Down Town)
- Jezdím bez nehod
- Jo, třešně zrály (Jailer, Bring Me the Water)
- Letíme na měsíc
- Š Š Š (Sugar Town)
- Včera neděle byla
- Oliver Twist
- Nej, Nej, Nej
- Mě se líbí Bob (My Boy Lollipop)
- Hvězda na vrbě
- Náhrobní kámen
- Já budu chodit po špičkách
- Stín katedrál
- San Francisco
- Řekni, kdy ty kytky jsou (Where Have All the Flowers Gone)